# Topolnica
Topolnica (bulharsky Тополница) je řeka uprostřed Bulharska v Sofijské a Pazardžické oblasti, která pramení ve Sredné goře a vlévá se do Marici.

## Popis toku
Řeka pramení v nadmořské výšce 1413 metrů pod názvem Širenejska reka na východním úbočí hory Bunaja v Săštinské Sredné goře. Prvních 7 km teče na východ v hlubokém zalesněném údolí. Poté se stáčí na sever, protéká Koprivštickou kotlinou a protíná Săštinskou Srednou goru hlubokou 12km soutěskou. Pak se otáčí se k západu a vtéká do Zlaticko-pirdopské kotliny, přičemž se drží při jejím jižním okraji. U dědiny Petrič se stáčí na jih a protéká další hlubokou soutěskou tvořící hranici mezi Ichtimanskou a Săštinskou Srednou gorou. Zde je přehrazena a vytváří vodní nádrž Topolnica.
Od hráze odtéká na jihovýchod údolím, které si zachovává charakter soutěsky. Tu opouští u dědiny Kalugerovo a dostává se do Hornothrácké nížiny. Zde, na svém dolním toku, již teče klidně v korytě, jehož břehy jsou zpevněny protipovodňovými hrázemi. Vlévá se do Marici zhruba 1 km před Pazardžikem.

## Povodí
Plocha povodí je 1 789 km², což jsou 3,4 % povodí Marici. Jeho hranice jsou následující:
- jihozápad – povodí drobných levých přítoků Marici
- západ a severozápad – povodí řeky Iskăr
- sever – povodí řeky Vit
- severovýchod – povodí řeky Strjama
- východ – povodí řeky Luda Jana

## Přítoky
Hlavní přítoky: (→ levý přítok, ← pravý přítok)
- ← Kriva reka
- ← Dlăžki dol
- → Popska reka
- → Kosjovo deree
- → Bjala reka
- ← Petreška reka
- → Gărmidol
- ← Čumina reka
- ← Kalniško dere
- ← Vărtopa
- ← Gurgura
- → Kuforšta
- ← Manina reka
- ← Gramatnik
- → Rorač
- → Bobevica
- → Medet (Bukovica)
- ← Zlatiška reka
- → Gazibara
- → Gjumjurdžudere
- → Kjojdere
- ← Vozdol
- → Bererejska reka
- ← Slodžadere
- ← Ajdere
- ← Bunovska reka
- ← Kameniška reka
- → Angelov dol
- ← Dobri dol
- → Disagov dol
- ← Radotin dol
- ← Livadski dol
- ← Rakev dol
- → Pavel
- → Slatino dere
- ← Boštica – ústí do nádrže Topolnica
- → Krušlev dol – ústí do nádrže Topolnica
- ← Mătivir – ústí do nádrže Topolnica, největší přítok
- → Drenovski dol – ústí do nádrže Topolnica
- ← Belev dol – ústí do nádrže Topolnica
- ← Ljubniški dol
- ← Strămna reka
- → Dragiev dol
- ← Sirakovec
- → Elov dol
- ← Javorica
- ← Suchoto dere
- → Kapačovec
- → Krivi dol

## Vodní režim
Zdrojem vody jsou sněhové a dešťové srážky. Průtok má maximum na jaře – březen až červen, a minimum v létě – srpen až říjen. Průměrný průtok vody na horním toku u ústí přítoku Medet (Bukovica) je 3,75 m³/s a v dolním toku u ústí do Marici činí přibližně 10 m³/s.

## Hospodářský význam
Na řece jsou tři přehrady, z nichž největší tvoří vodní nádrž Topolnica. Jejich hlavním účelem je zabezpečení rovnoměrnějšího průtoku, kvůli zavlažování Hornothrácké nížiny. Druhotný význam má výroba elektrické energie.